# 松本一路
松本 一路（まつもと いちろ、1947年10月29日 - ）は、NHKの元エグゼクティブアナウンサーで、2007年11月から嘱託職、現在日本体育大学体育学部講師を兼務。
香川県立高松高等学校、早稲田大学教育学部卒業。1971年NHK入局。スポーツアナウンサーとして野球中継を中心に担当した。1992年9月11日に延長15回引き分け・6時間26分の激闘となった阪神タイガース対ヤクルトスワローズの実況を担当した際には、「十五万語喋ったアナウンサー」として翌日の新聞にも掲載された。

## 現在の出演番組
- ラジオニュース（火曜夜18時50分の10分間、19時55分・21時55分・22時55分・水曜午前9時55分から5分間放送する関東甲信越のニュースと気象情報、水曜午前2時・午前3時・4時のニュース、（二宮正博と週替りで担当）、日曜13時55分の関東甲信越地方のニュース・気象情報・交通情報）
- NHKワールド・ラジオ日本 - 日曜日（日本語ニュース・海外安全情報）

## 過去の出演番組
- FMリクエストアワー（広島局）
- NHKプロ野球
- スポーツ中継（メジャーリーグ、バスケットボールなど）
- ラジオ深夜便（2007年4月〜2017年3月、第5火曜日出演、ラジオ深夜便の担当がない奇数週の木曜日夜間から金曜日朝にかけての時間帯を担当していた）
- 株式市況（同上。概況と終了コメントのみ）

## 著書
- 『NHKスポーツアナだけが知っている　あの名場面の裏側』（青春出版社）